# Thalia Munro
Thalia Janina Munro, född 8 mars 1982 i Santa Barbara, Kalifornien, är en amerikansk vattenpolospelare. Hon deltog i den olympiska vattenpoloturneringen i Aten där USA:s damlandslag i vattenpolo tog brons. Hon gjorde ett mål i turneringen. Året innan hade Munro varit med om att ta guld i Holiday Cup, VM och Panamerikanska spelen. År 2005 ingick hon i det amerikanska lag som tog VM-silver i Montréal. Munro studerade vid University of California, Los Angeles.